# Diodoro de Aspendo
Diodoro de Aspendo, foi um filósofo pitagórico que viveu no século IV a.C.. Diz-se ter "adotado um modo de vida cínico, ao deixar a barba crescer e ao carregar um bastão e uma carteira." Porém, sua ligação com o cinismo é incerta.

## Vida
Jâmblico conta que Diodoro foi admitido entre os pitagóricos através de Aresas de Lucânia, o último escolarca pitagórico, já que na época havia uma falta de pitagóricos. Ao retornar da Itália para a Grécia, Diodoro começou a disseminar os ensinamentos da escola oralmente. Diodoro era contemporâneo de Arquestrato de Gela e do músico Estratônico (Ateneu, Deipnosofistas 4.163d-f).